# Signe Brander
Signe Viola Brander, född 15 april 1869 på Runsa gård i Parkano, död 17 maj 1942 i Sibbo, var en finländsk fotograf. 
Signe Brander var det femte av sju barn till tulltjänstemannen Albert Brander. Hon växte upp och gick i skola i Gamlakarleby. Hon utbildade sig till teckningslärare vid Centralskolan för konstflit i Helsingfors. Hon ägnade sig åt målning, och framför allt åt fotografering och dokumenterade med sina fotografier finländsk kulturhistoria, framför allt från Helsingfors. Hon fotograferade också herrgårdar och krigsskådeplatser i Finland.
Hon gick troligen i lära hos fotografen Daniel Nyblin. Hon var ateljéfotograf i Nyslott 1896–1898 och senare 1904–1906 med porträttfotografering i sin egen ateljé Helikon i Helsingfors 1904–1906, men föredrog så småningom landskaps- och miljöfotografering. Redan 1898 hade hon fotograferat landskapsmotiv vid Punkaharju, och hennes första Helsingforsmotiv är från 1905. Helsingfors fornminnesnämnd, föregångaren till Helsingfors stadsmuseum, uppdrog 1906 åt henne att fotografera motiv från ett Helsingfors i förändring, med början i de äldsta stadsdelarna och fortsättning med bland andra Arkadia, Eira och Berghäll. Hon tog fler än 900 fotografier 1907–1913 för fornminnesnämnden, vilka dokumenterar både byggnader, typiska stadsvyer och stadsbornas liv. Omkring 400 av hennes Helsingforsbilder visades för första gången på en större utställning på Statens historiska museum i Villa Hagasund 1909.
Sommaren 1907 fotograferade Signe Brander slagfält och minnesmärken från Finska kriget i trakten av Björneborg för Hugo Schulmans (1850–1919) bok Striden om Finland 1808–1809. Hon påbörjade 1910 ett tredje större fotoprojekt, att fotografera finländska herrgårdar under 20 års tid, vilket resulterade i närmare 2 000 bilder. En del bilder publicerades i Herrgårdar i Finland 1928–29.
Hon var ogift.

## Bildgalleri

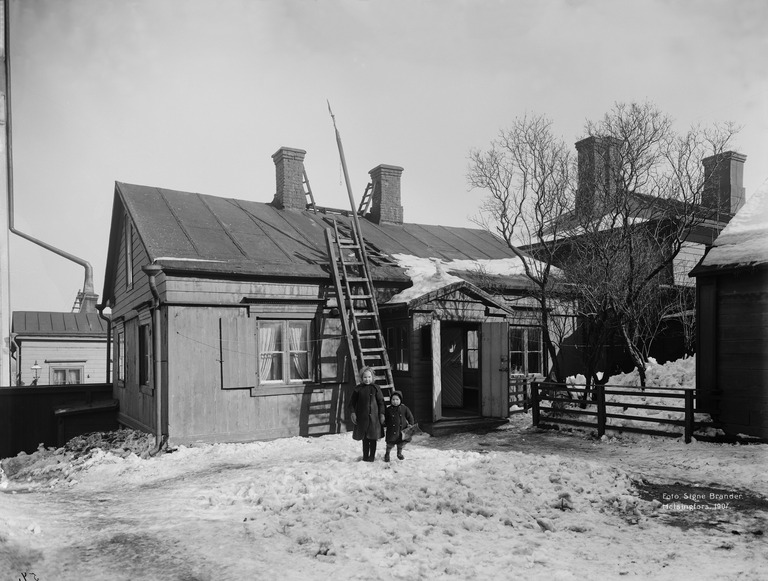
Sprutmästarens gård i Kronohagen i Helsingfors, 1907
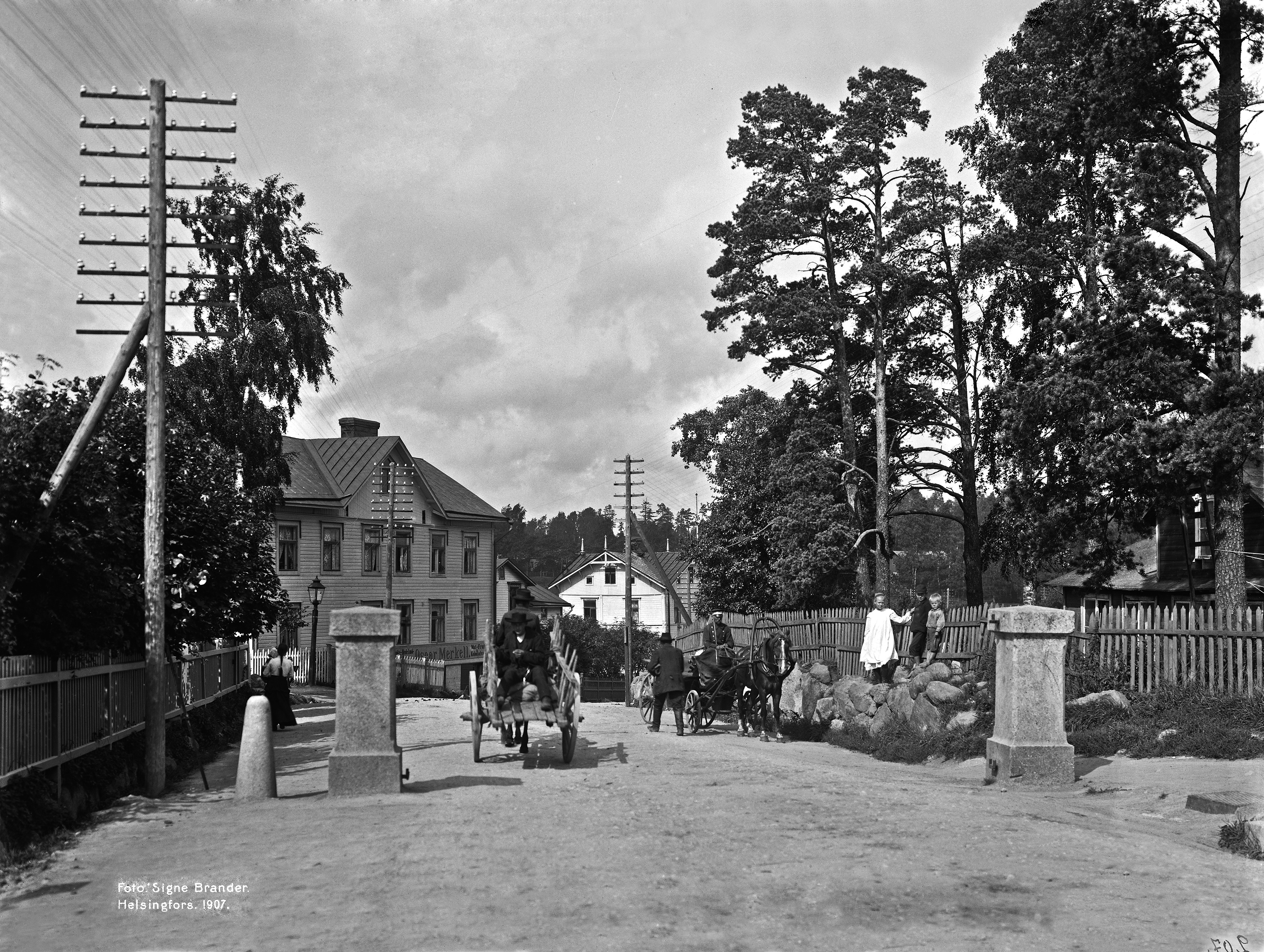
Tavast tull på Tavastvägen i Helsingfors, 1907
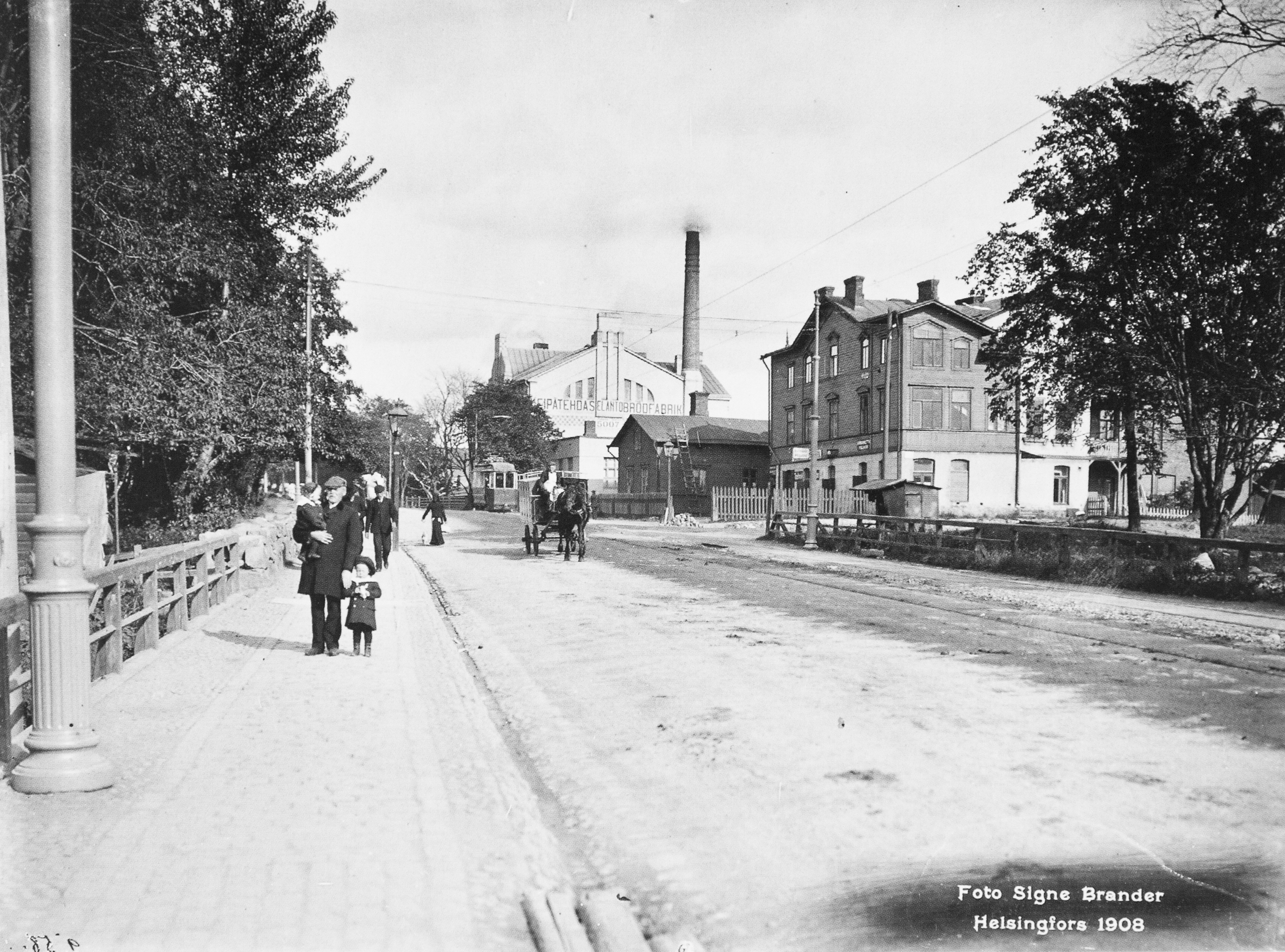
Tavastvägen, 1908
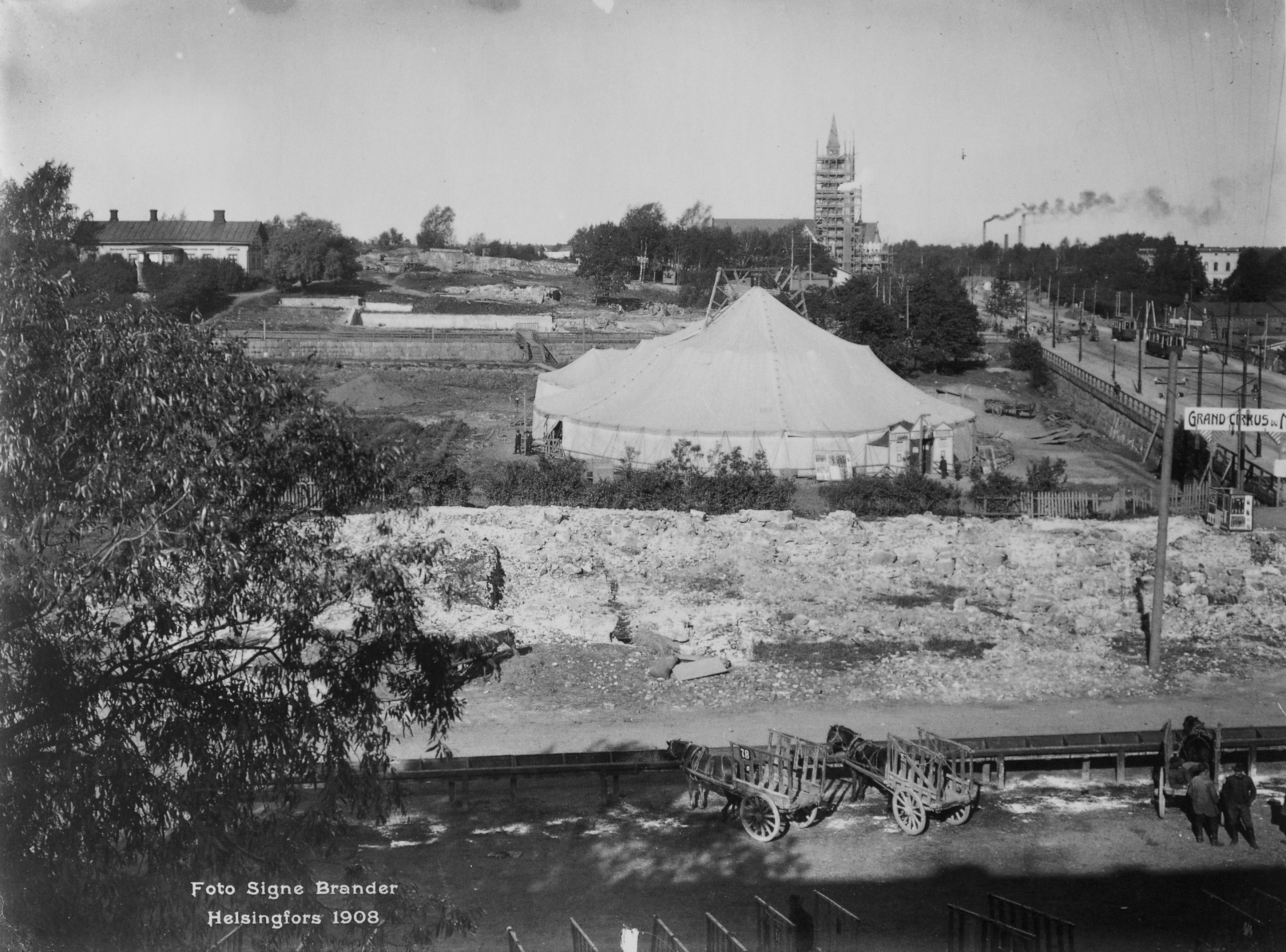
Nordins cirkus vid Mannerheimvägen, mitt emot nuvarande Kiasma, 1908
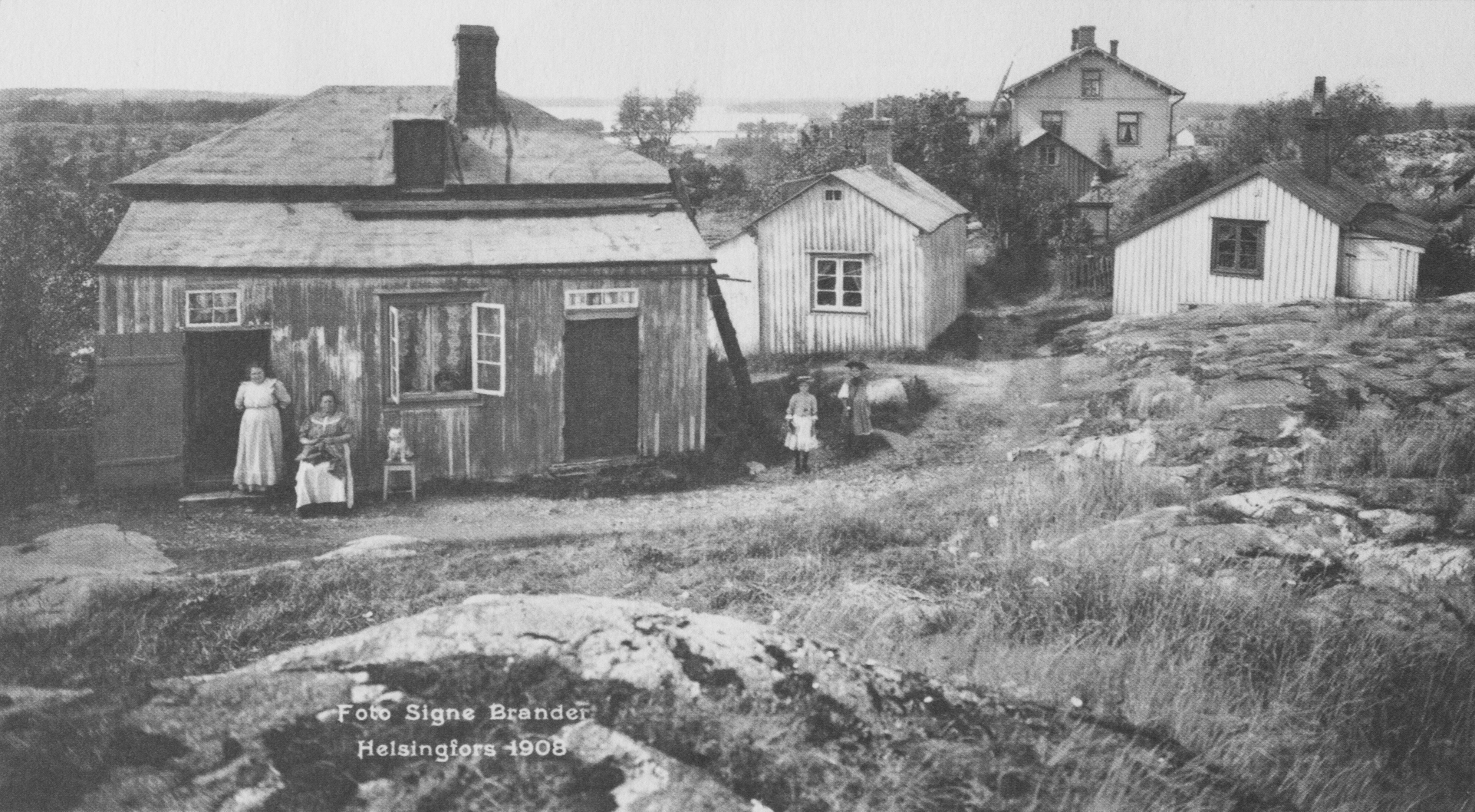
Vid nuvarande Hesperia- och Apollogatorna, Bortre Tölö, 1908
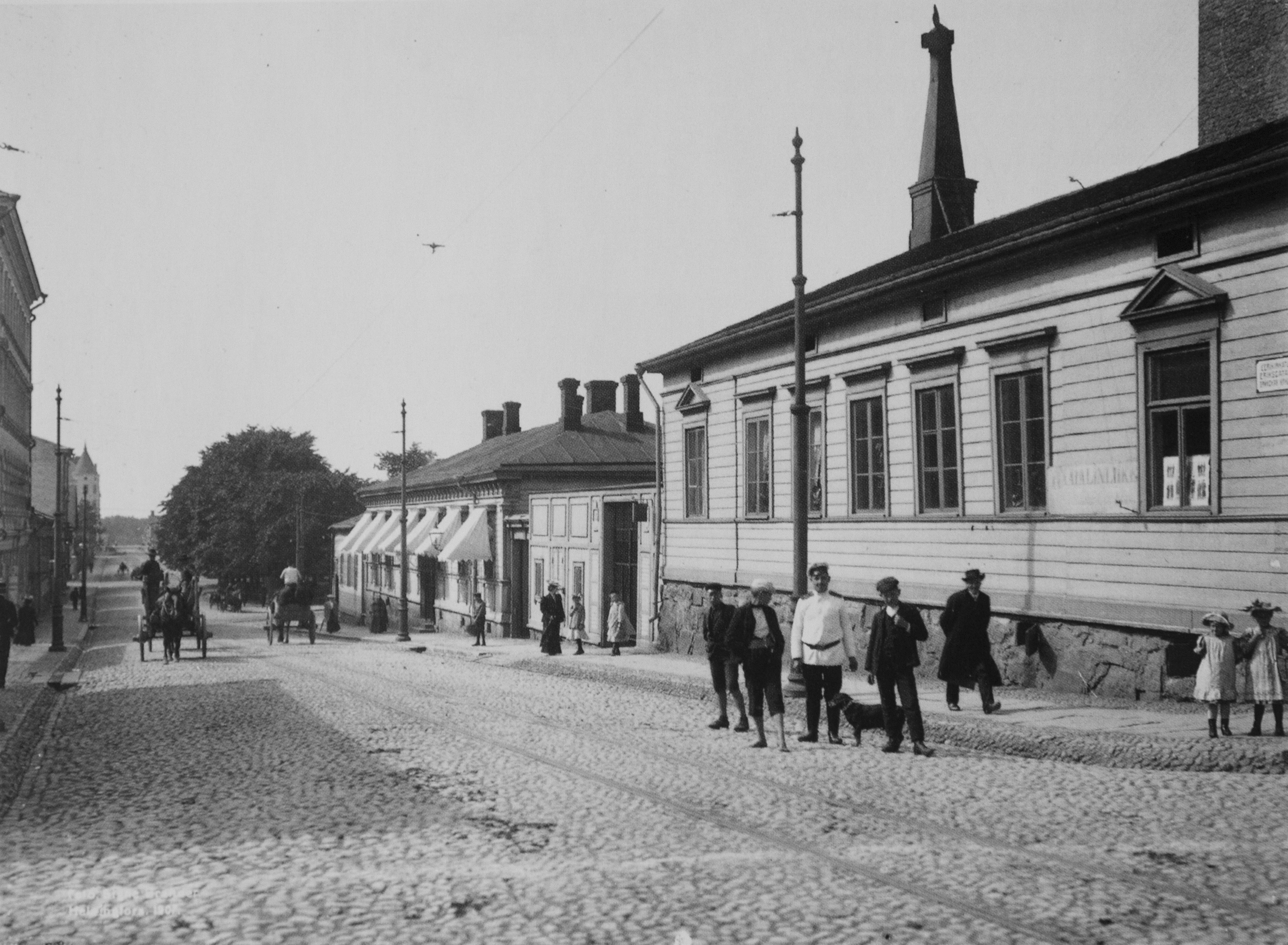
Eriksgatan 15–19, Helsingfors, 1907
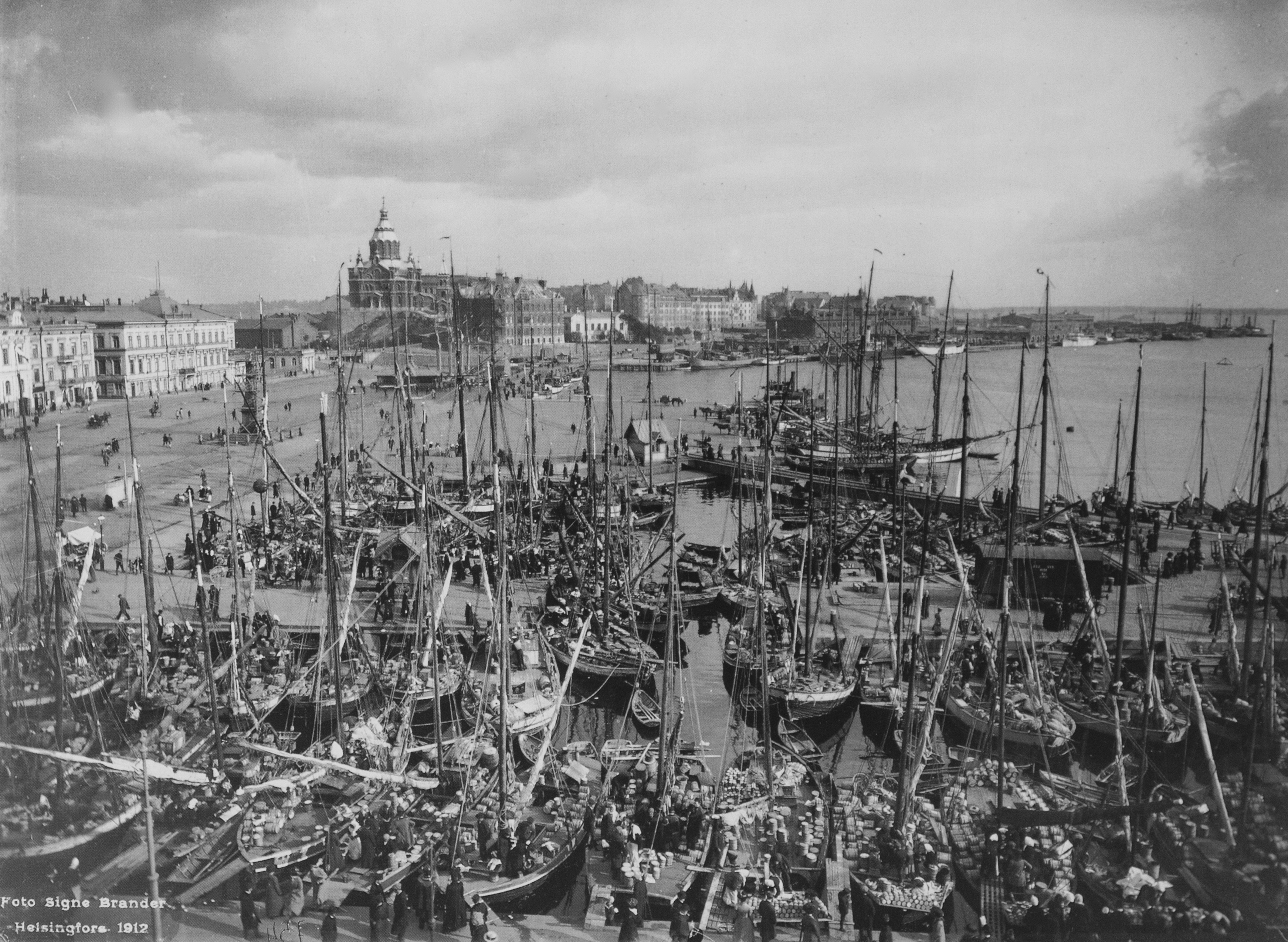
Fiskmarknad, Södra hamnen, Helsingfors, 1912
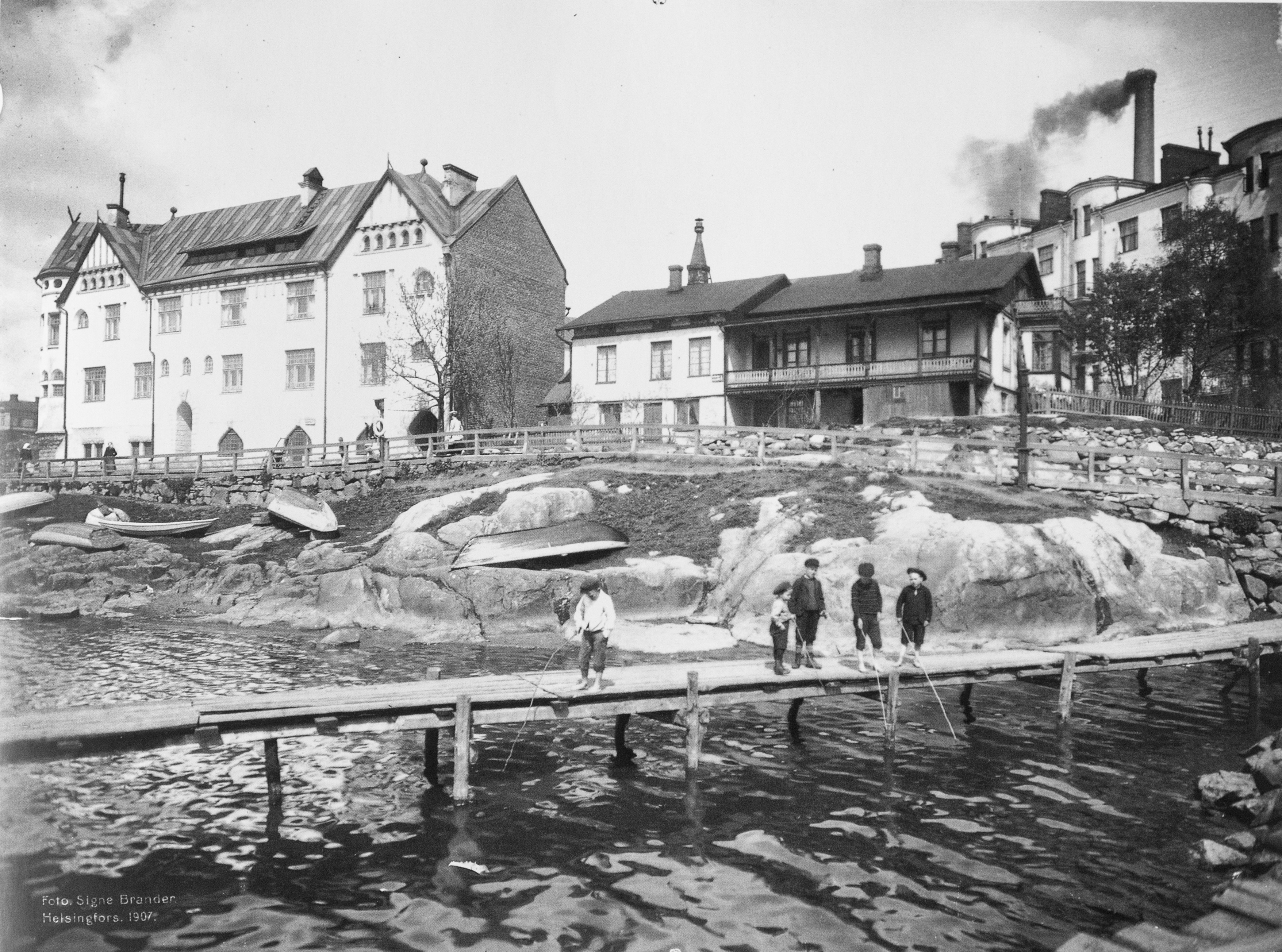
Djurgårdsvägen 1–3, Helsingfors, 1907
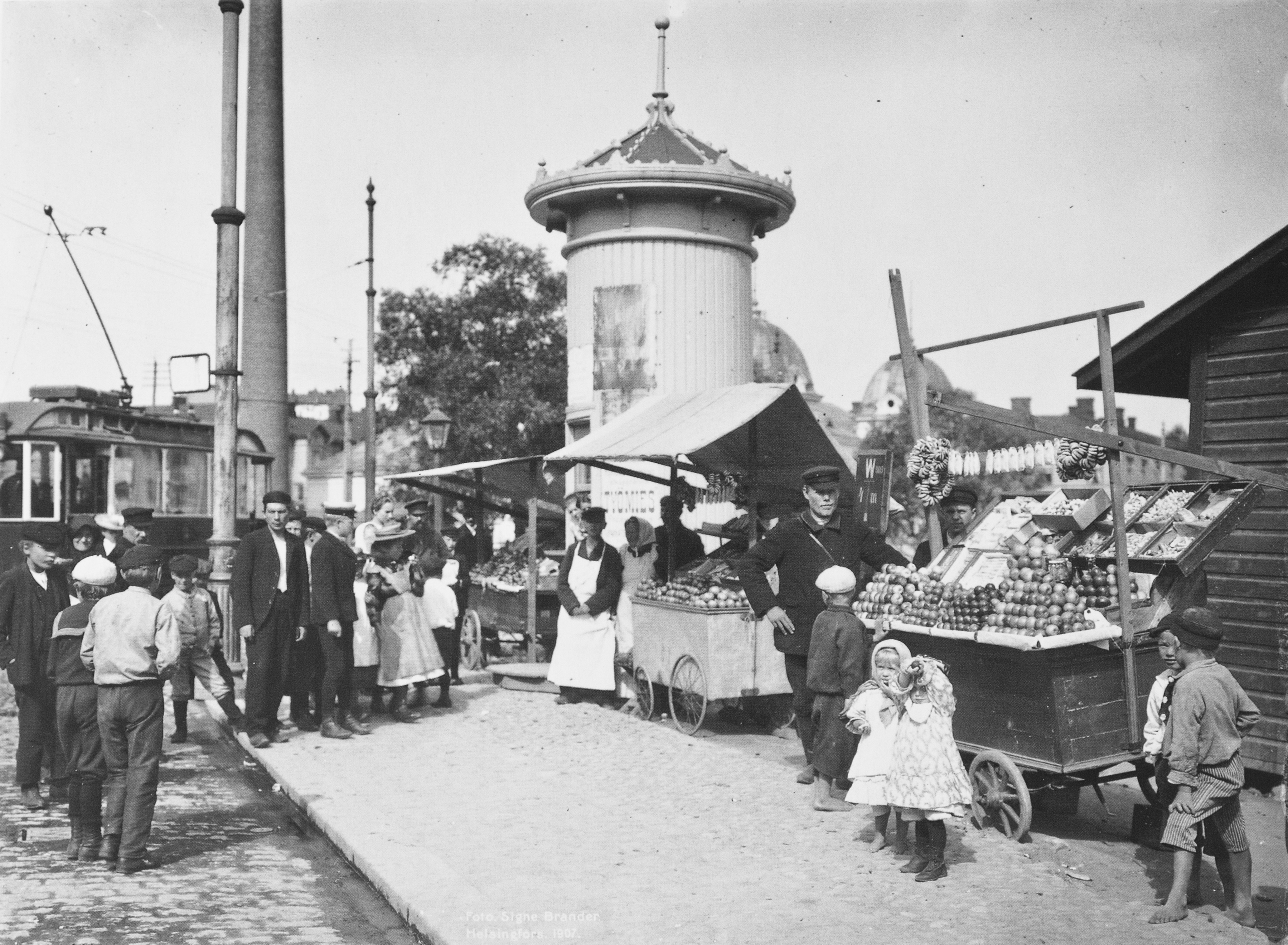
Hagnästorget, 1907
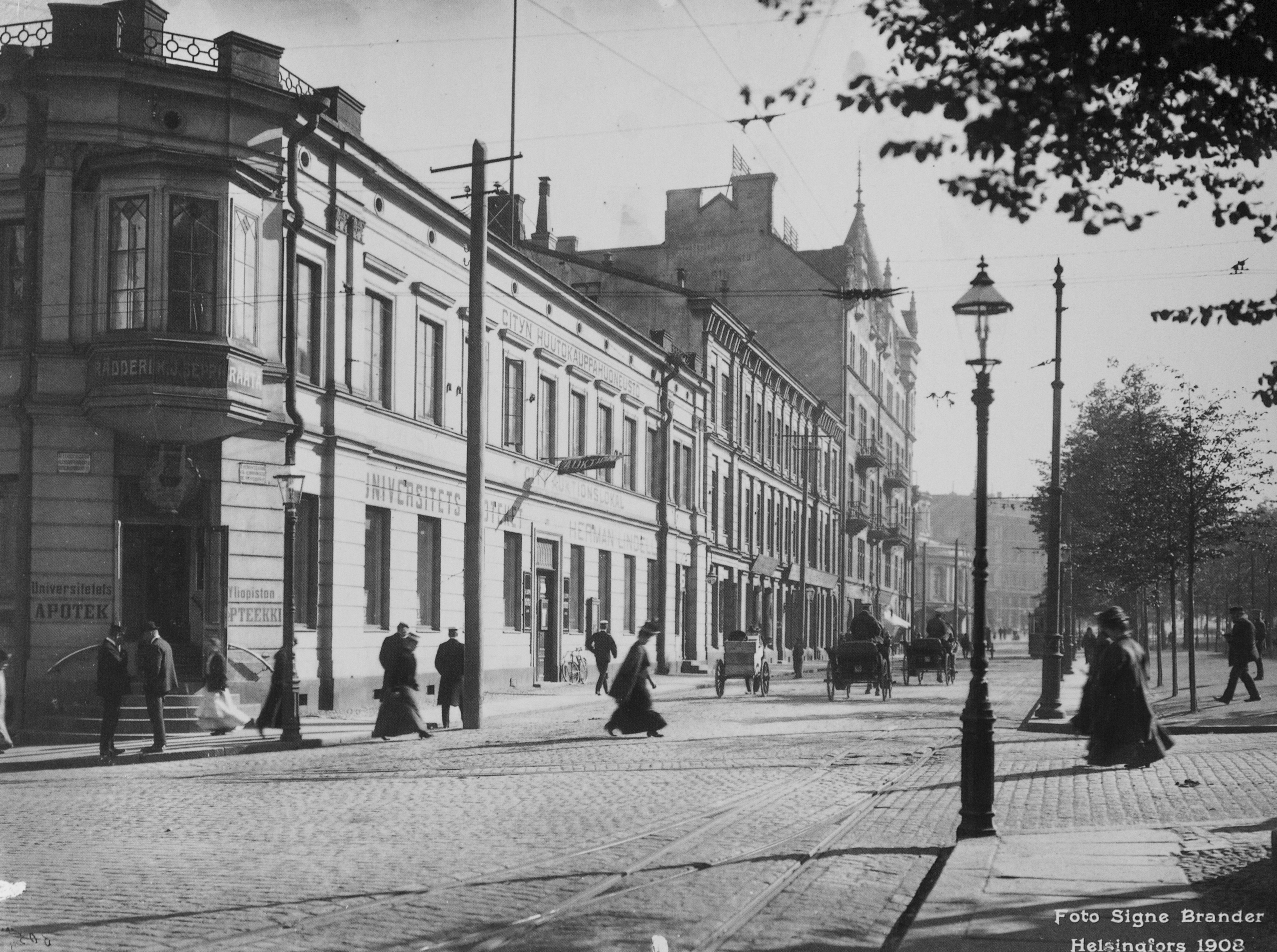
Hörnet Henriksgatan/Alexandersgatan, 1911
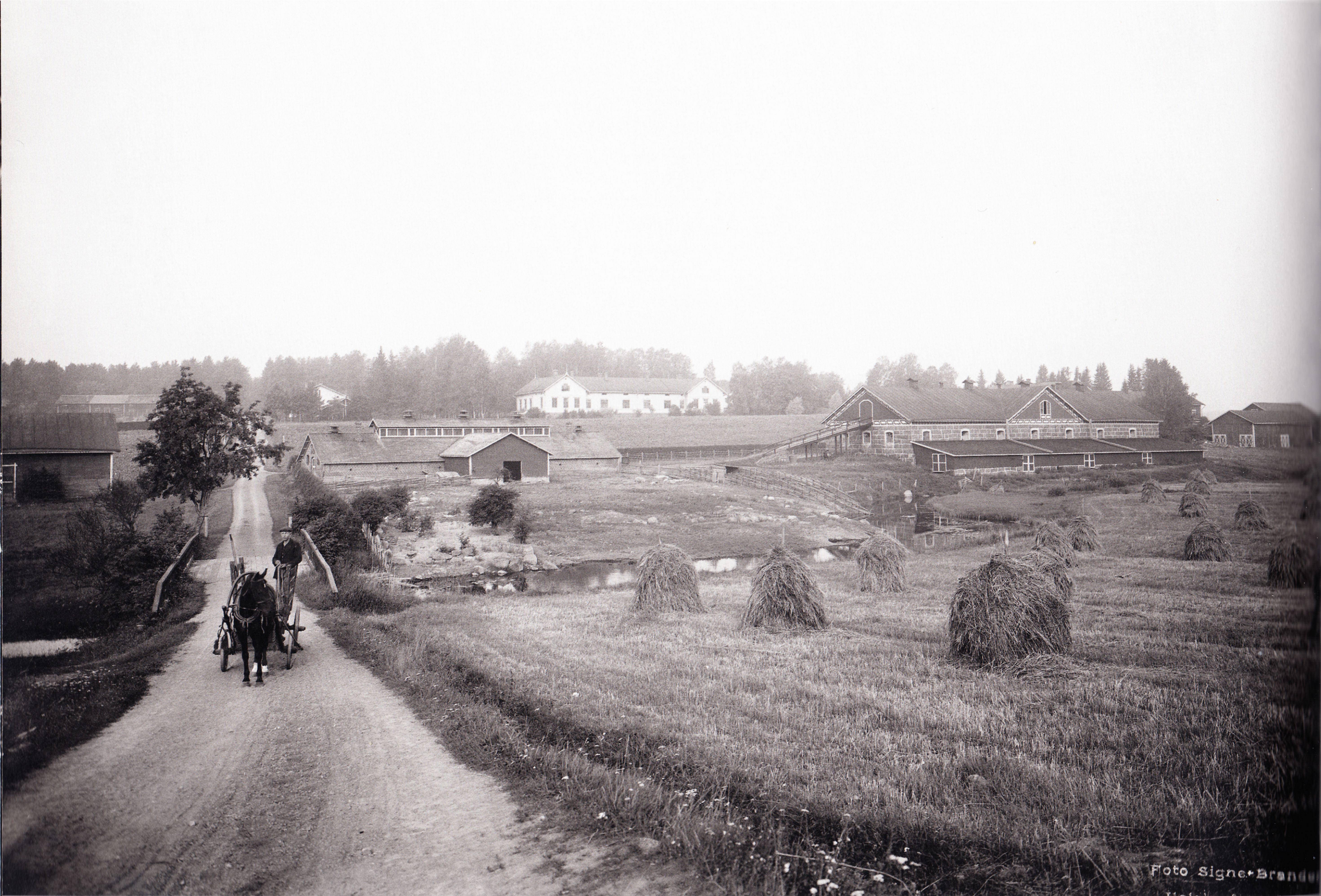
Landskap vid Vederlax, 1912
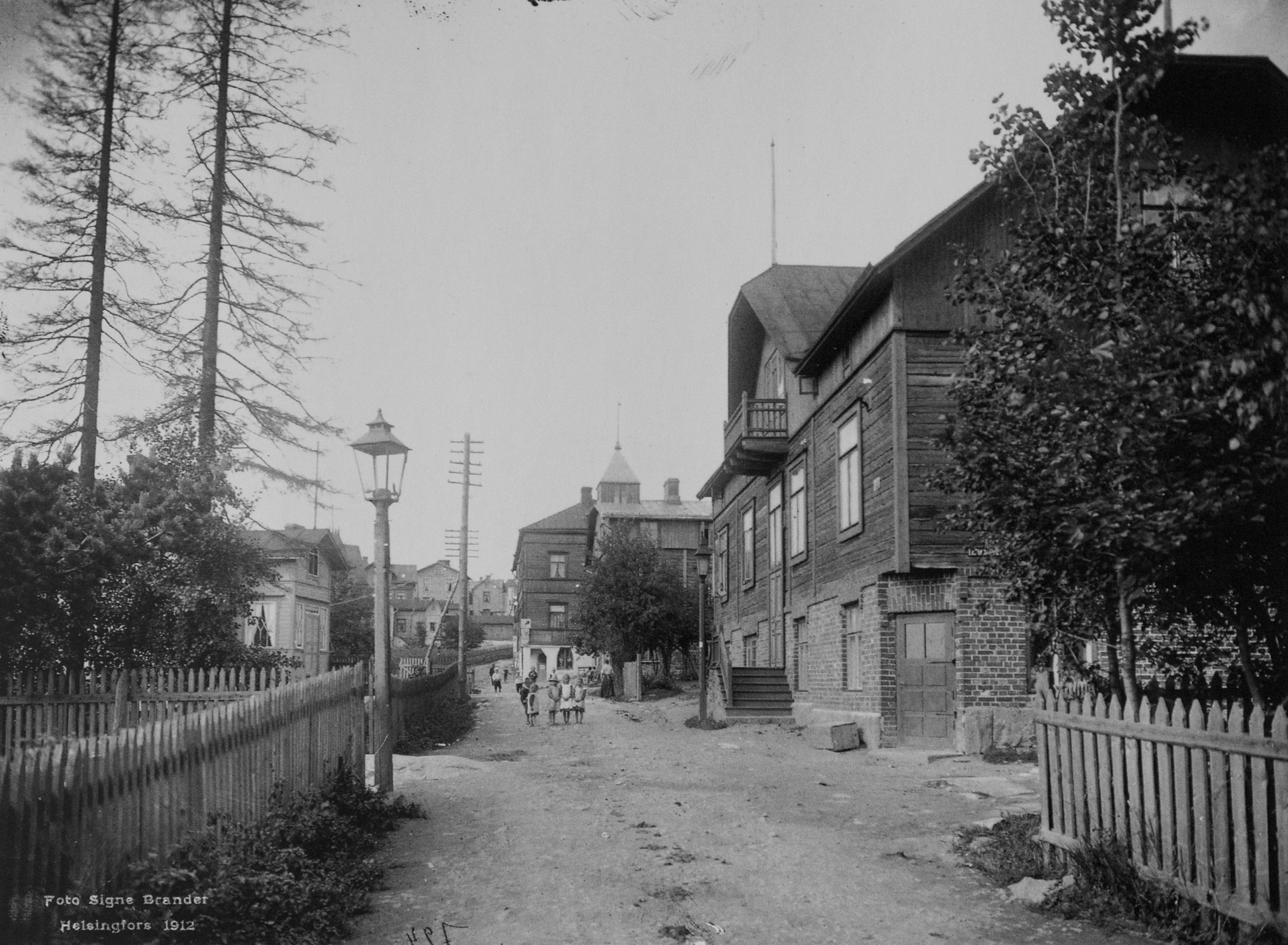
Hertagatan i Böle, 1912
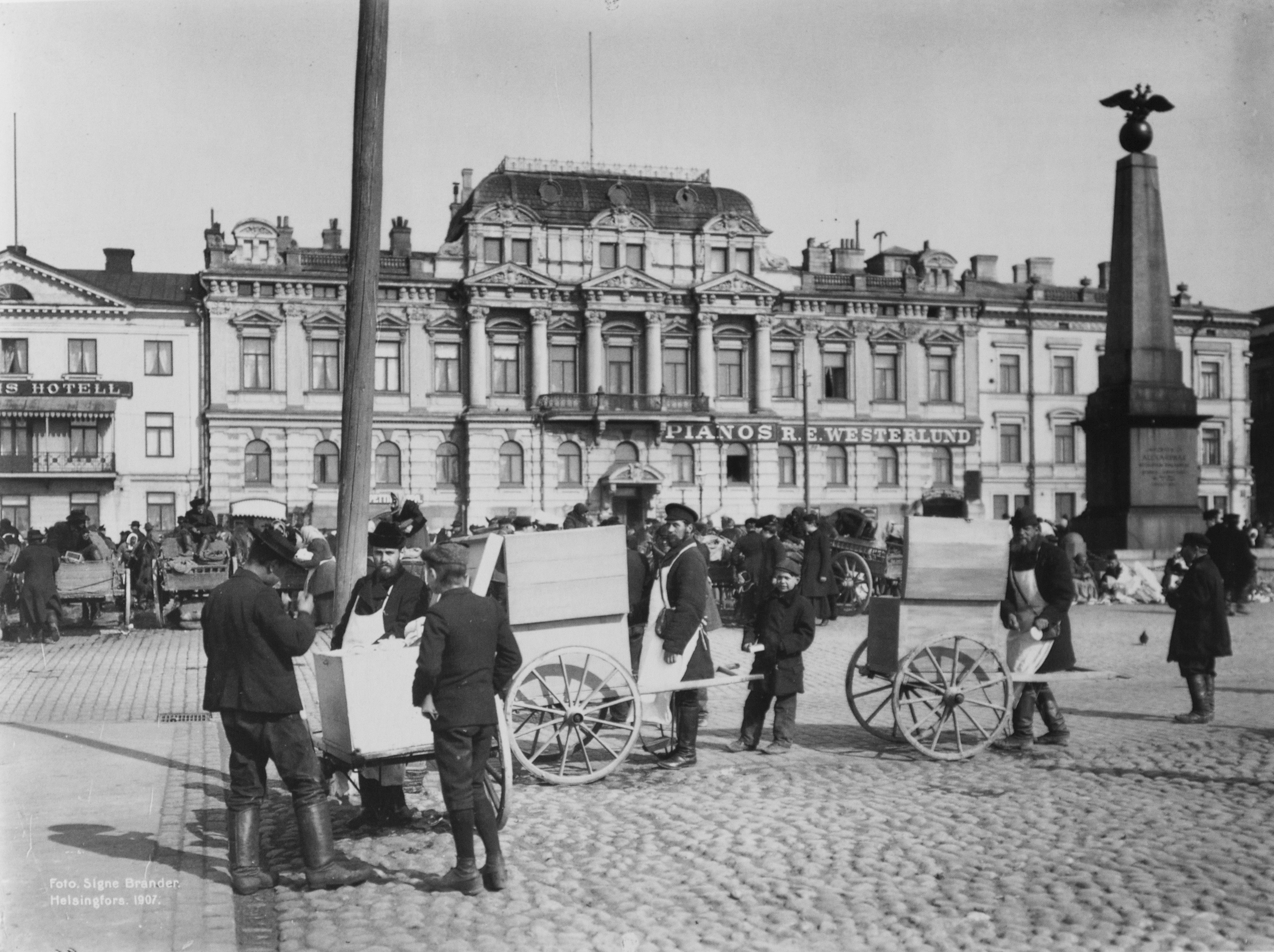
Salutorget, 1907